# Pachystyla rufozonata
Pachystyla rufozonata је пуж из реда Stylommatophora и фамилије Euconulidae. 

## Угроженост
Ова врста је наведена као изумрла, што значи да нису познати живи примерци.

## Распрострањење
Пре изумирања, само Маурицијус.

## Станиште
Врста Pachystyla rufozonata је имала станиште на копну.